# Milnesium krzysztofi
Espèce
Milnesium krzysztofi est une espèce de tardigrades de la famille des Milnesiidae. 

## Distribution
Cette espèce est endémique du Costa Rica.

## Publication originale
- Kaczmarek & Michalczyk, 2007 : A new species of Tardigrada (Eutardigrada: Milnesiidae): Milnesium krzysztofi from Costa Rica (Central America). New Zealand Journal of Zoology, vol. 34, no 4, p. 297-302.